# Манеж (Санкт-Петербург)
Манеж (Санкт-Петербург) або Центральний виставковий зал «Манеж»  (рос. Центральный выставочный зал «Манеж») — один із найкращих виставкових закладів Санкт-Петербурга, розташований в історичній споруді початку 19 ст. в центрі міста.

## Споруда
Проектування і будівництво манежу у Санкт-Петербурзі припало на роки війні із арміями Наполеона Бонапарта. Тоді вважалось, що війна закінчиться швидко і нову споруду готували до повернення у столицю імперії з Європи Лейб-гвардії Кінного полку. Для манежу відвели вузьку ділянку неподалік від Ісаакіївського собору, де формувалась нова площа неподалік Мідного вершника. Тому на побудову манежу російський імператор виділив значні кошти.
Проект споруди доручили створити старому на той час Джакомо Кваренгі. Прихильник палладіанства, Кваренгі і новий проект створив у стилі сухої і малоемоційної архітектури епігонів талановитого архітектора з міста Віченца. Недоліками архітектурної манери Кваренгі були повторюваність одних і тих же архітектурних елементів і нездатність до створення ансамблів. Так, він зазнав справжньої поразки при створенні Біржі на Василівському острові, а вибудовану споруду розібрали до фундаментів.

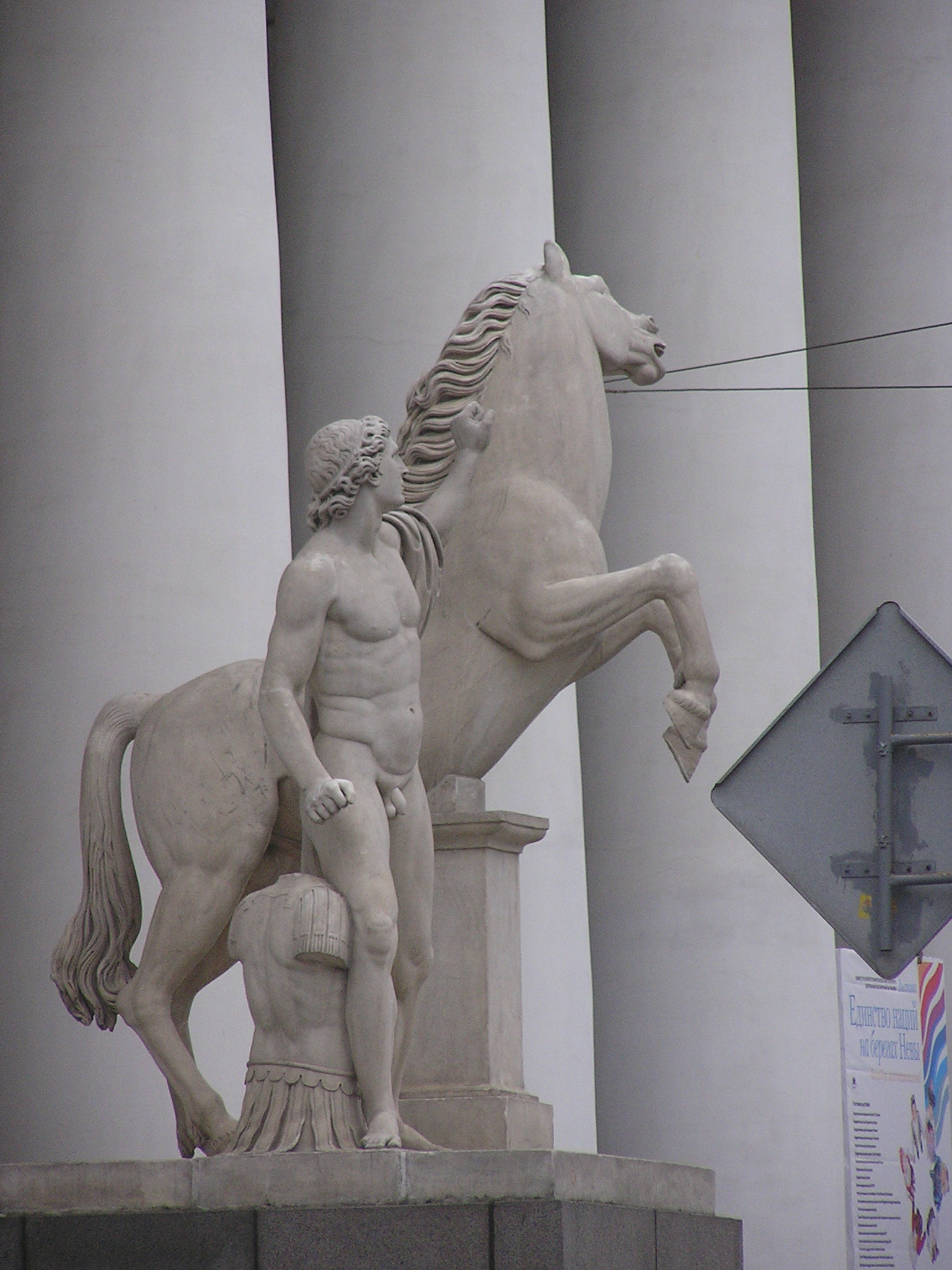

Манеж Кваренгі — це видовжена прямокутна споруда, самодостатня у архітектурному образі, але практично ніяк не пов'язана із міським оточенням. Манеж вибудували з цегли, але зовні декорували шаром тиньку, що імітував кладку кам'яними блоками уніфікованого розміру. На майбутню площу манеж виходив парадним фасадом, стереотипно прикрашеним восьмиколонним портиком і сходинками. Кути сходинок перетворені на постаменти для декоративних скульптур, де згодом встановили фігури діоскурів, зменшені копії античних скульптур, свого часу розташованих перед Квіринальським палацом у папському Римі. Копії скульптур виконані у Італії за три роки і були перевезені до Петербурга ще через шість років. Лише 1816 року копії облаштували на призначені місця.
Коні, котрих приборкують брати діоскури, додатковий натяк на функцію вибудованого манежу. Він призначався для виїздки коней офіцерів-дворян престижного полку у холодні пори року. Власну функцію манеж виконував все 19 століття.

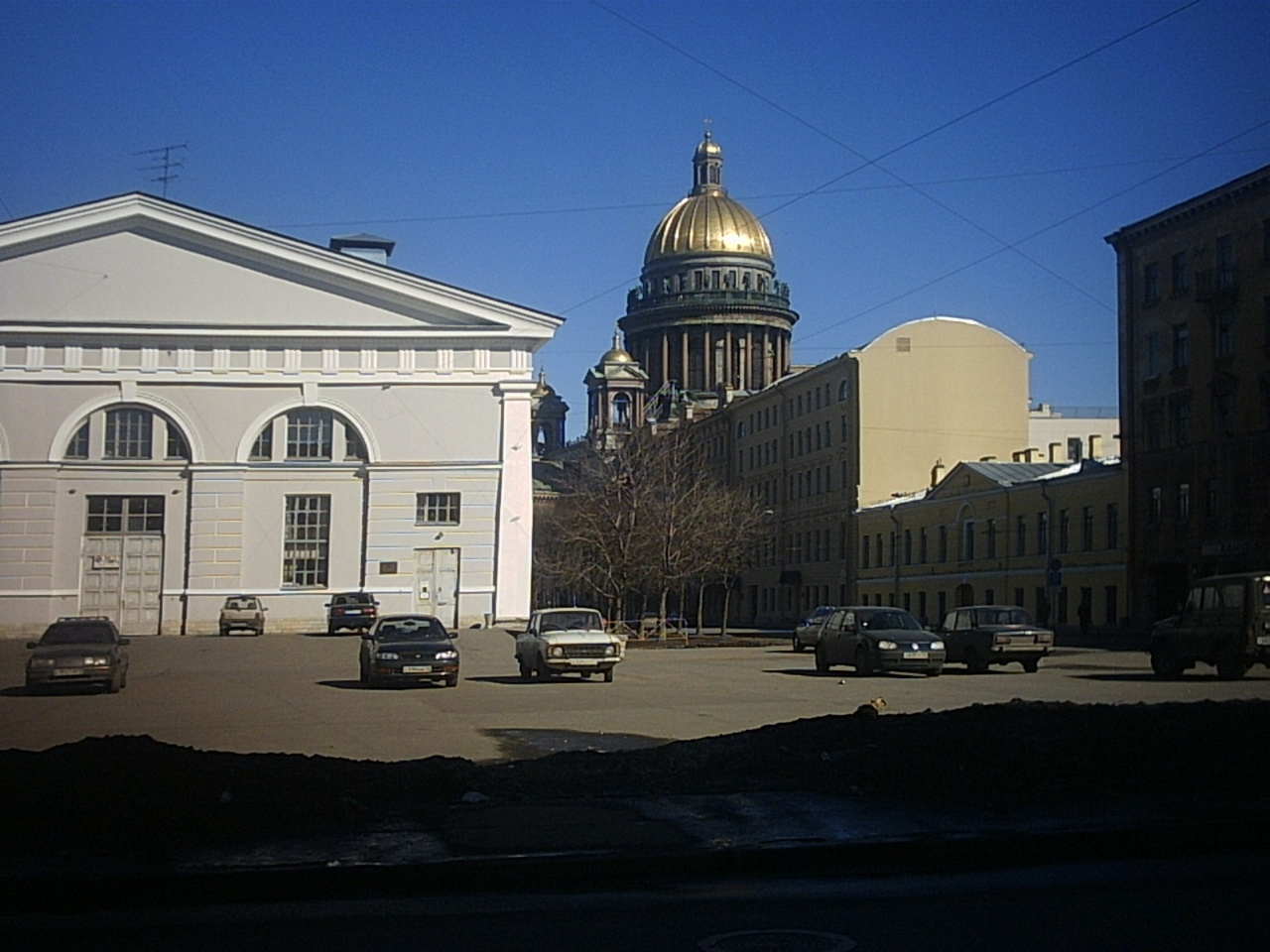
Оточення манежу в Петербурзі
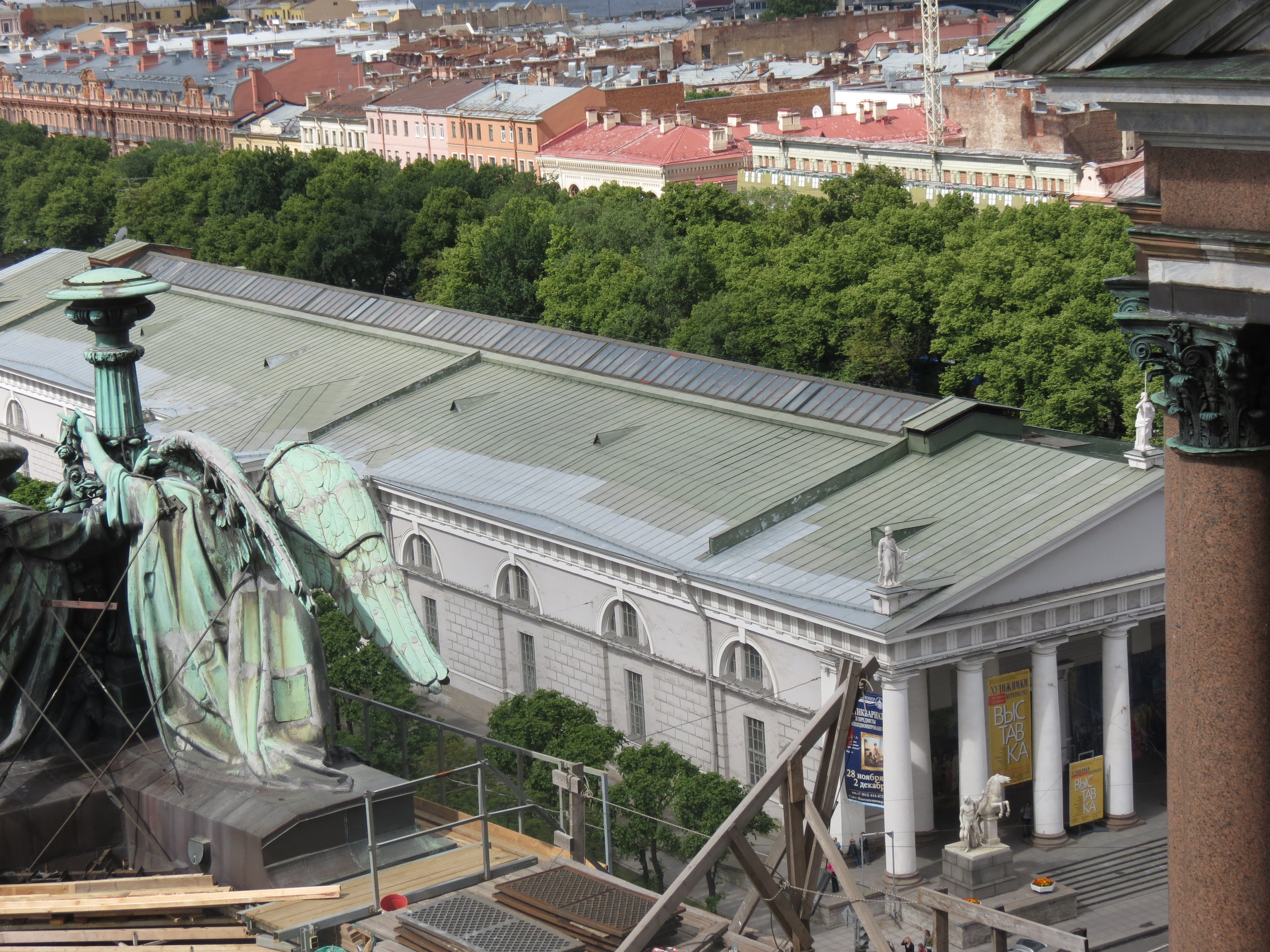
Вигляд верху з даху Ісаакіївського собору
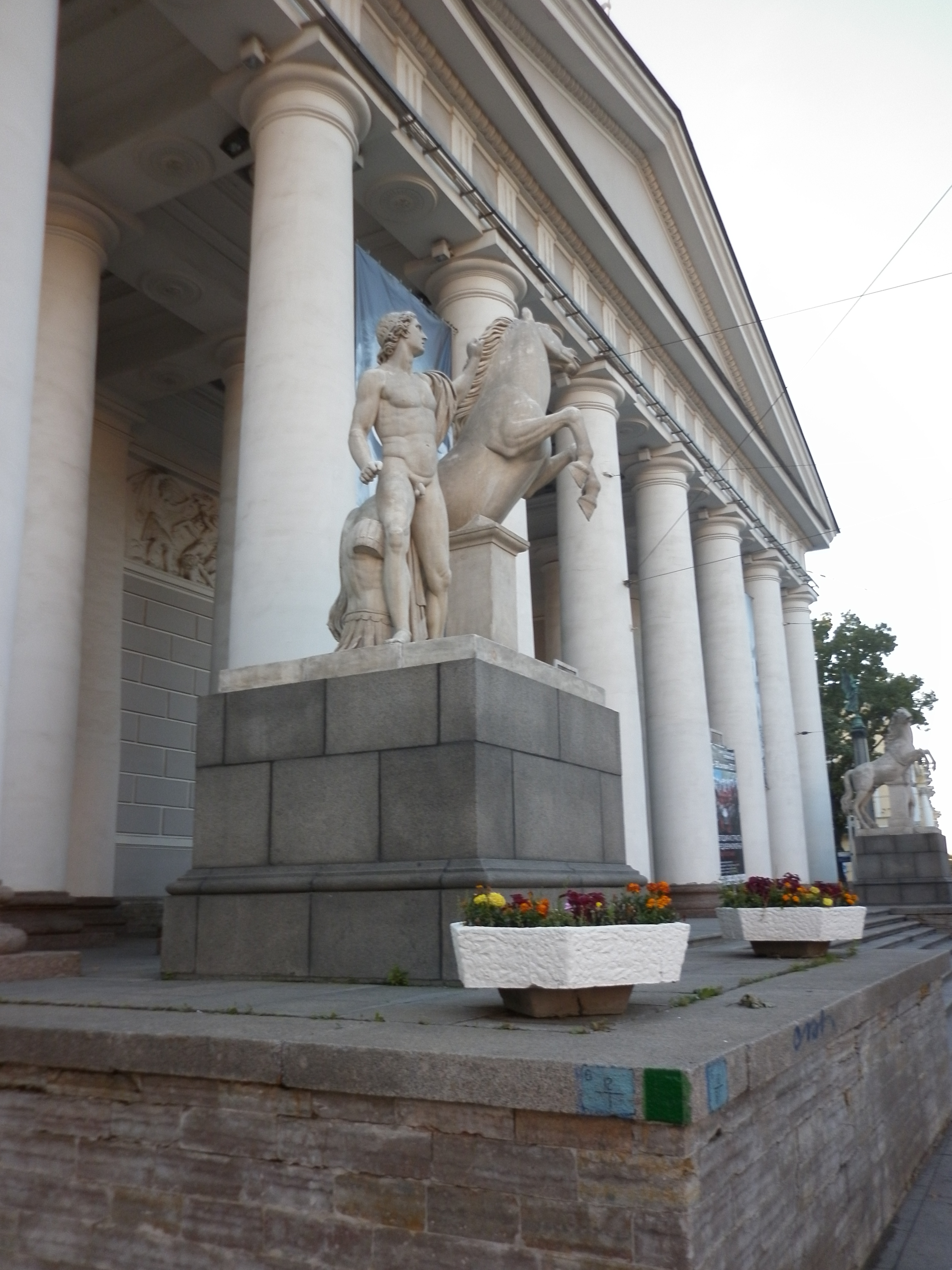
Діоскури на головному фасаді

## Добудови і нові функції
За часів більшовицької влади дворянський манеж втратив первісну функцію. 1931 року його бічні стіни надбудували і додали новий поверх та новий ярус напівциркульних вікон, форми котрих скопійовані з первісного проекту Кваренгі. Саму споруду віддали від гаражі впливового карального закладу НКВС. Облаштуванням історичної споруди під нові функції керував архітектор Лансере Микола Євгенович (1879—1942).
У роки облоги Ленінграда німецькою армією споруда була значно пошкоджена від бомбардувань і артилерійських обстрілів.
1973 року було прийняте рішення звільнити споруду від різних радянських закладів і перетворити на виставковий зал на зразок переобладнаного манежу в Москві. Будівлю реставрували зовні при збереженні перебудов 1931 року. Копії діоскурів роботи італійського скульптора Паоло Трискорні (1757—1823) збережені. Були видалені також з фронтону теракотові барельєфи роботи Давида Йєнсена, а імператорського двоголового орла замінили на радянські серп і молот.
Найбільші зміні відбулися у інтер'єрі. Комунікації та гардероби сховали у цокольному поверсі, куди ведуть нові сходи. Декор у інтер'єрі прикрасили білим мармуром та обладнали пристінними подіумами, де розташували панелі для демонстрації майбутніх експонатів.
П'ятого листопада 1977 року манеж відкрили для відвідувачів Виставкою творів ленінградських художників на честь 60-річних роковин більшовицького перевороту 1917 року.

## Історичні зображення манежу, галерея фото

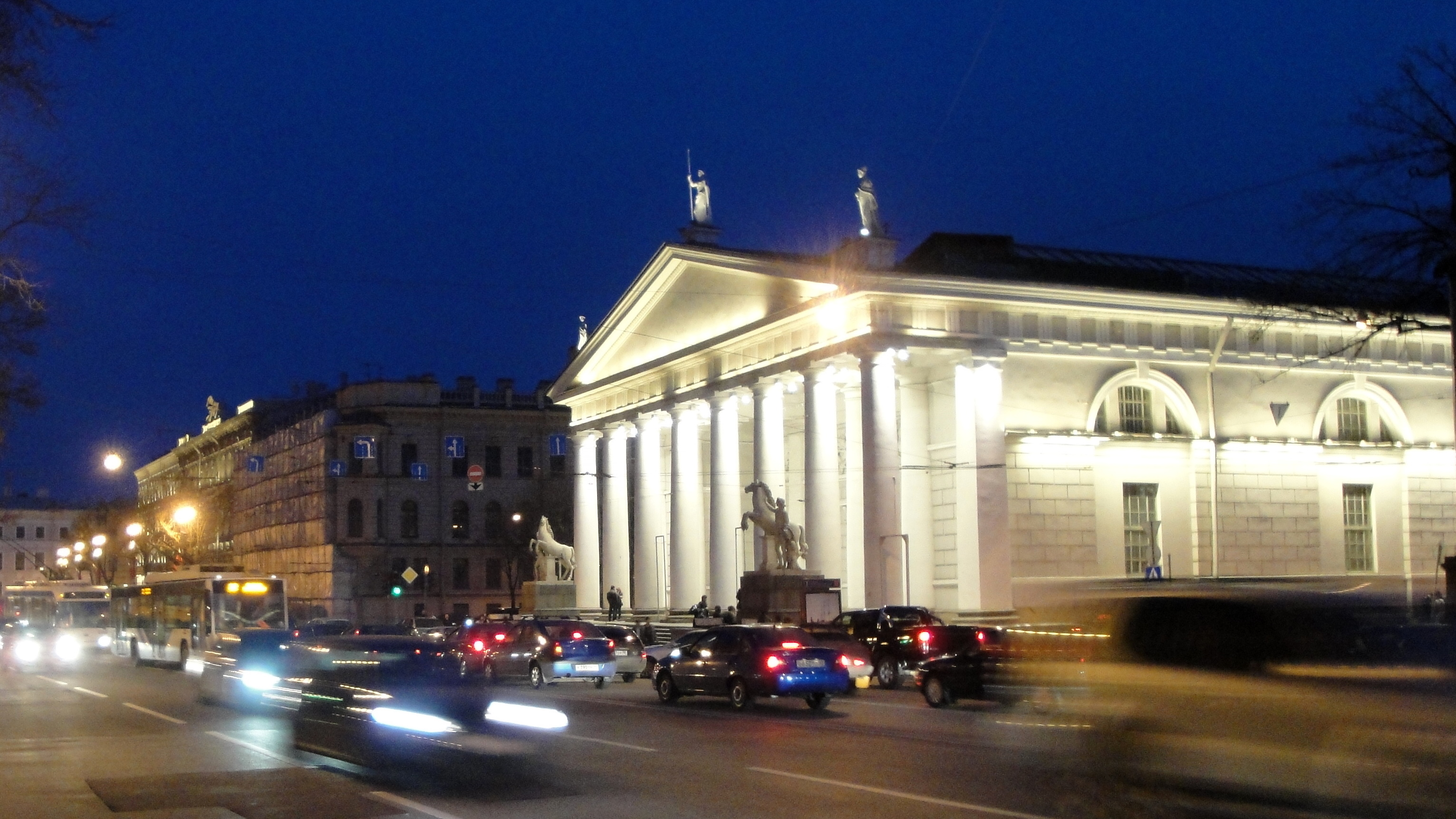
Фото 2011 р.

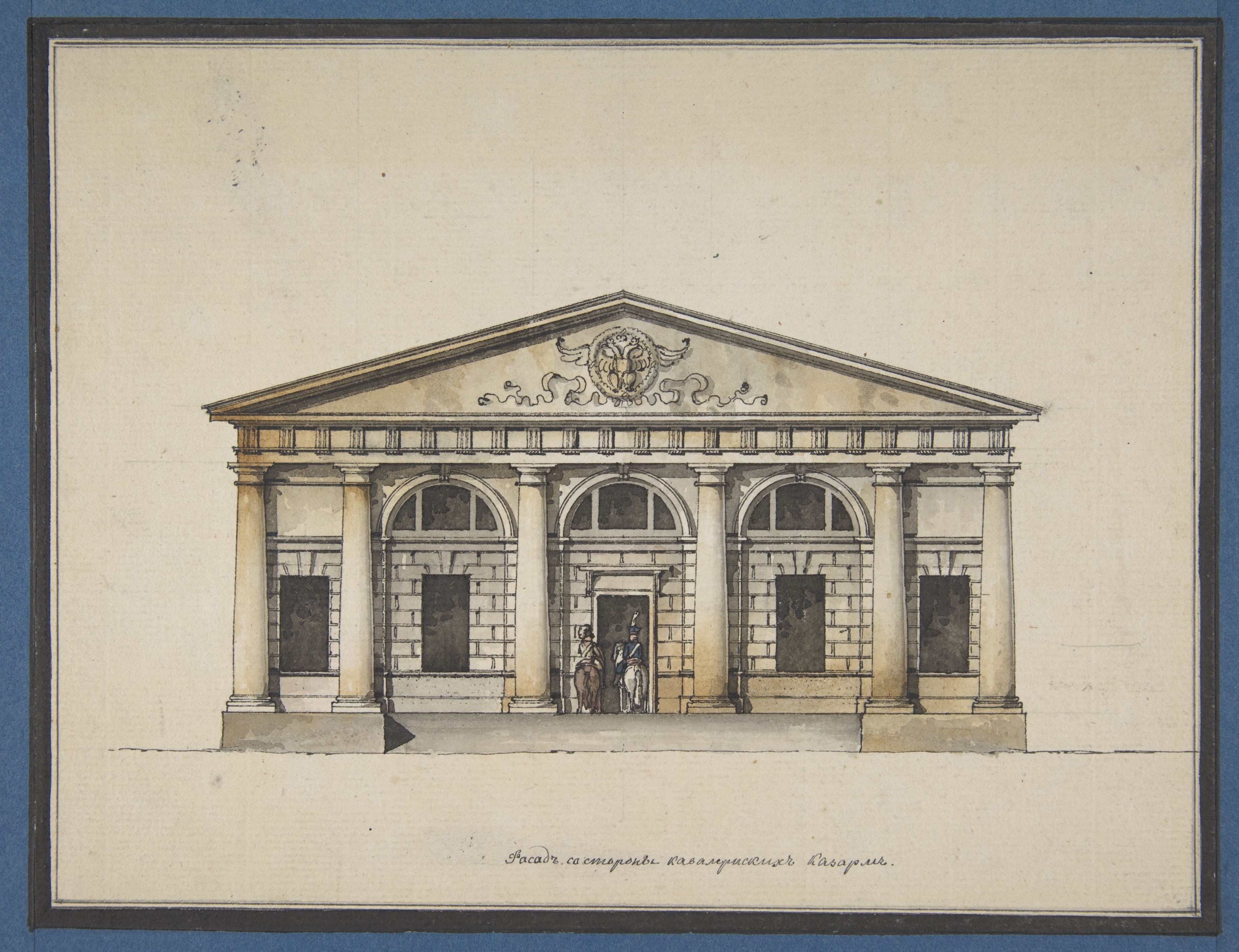
Фасад манежу від кавалерійських казарм, проект Дж. Кваренгі, Музей мистецтва Метрополітен, Нью-Йорк, США
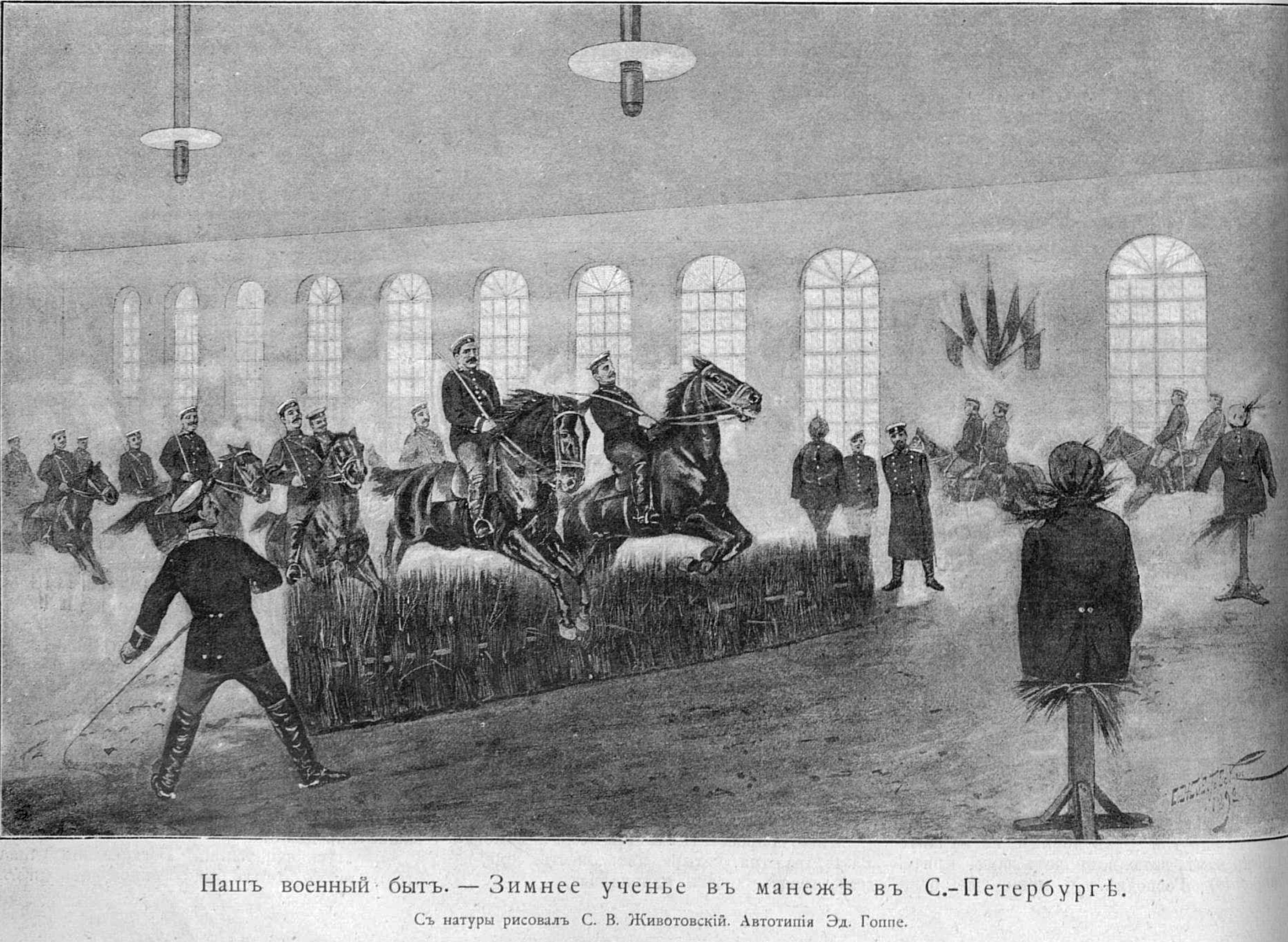
Виїздка коней взимку, кінець 19 ст.
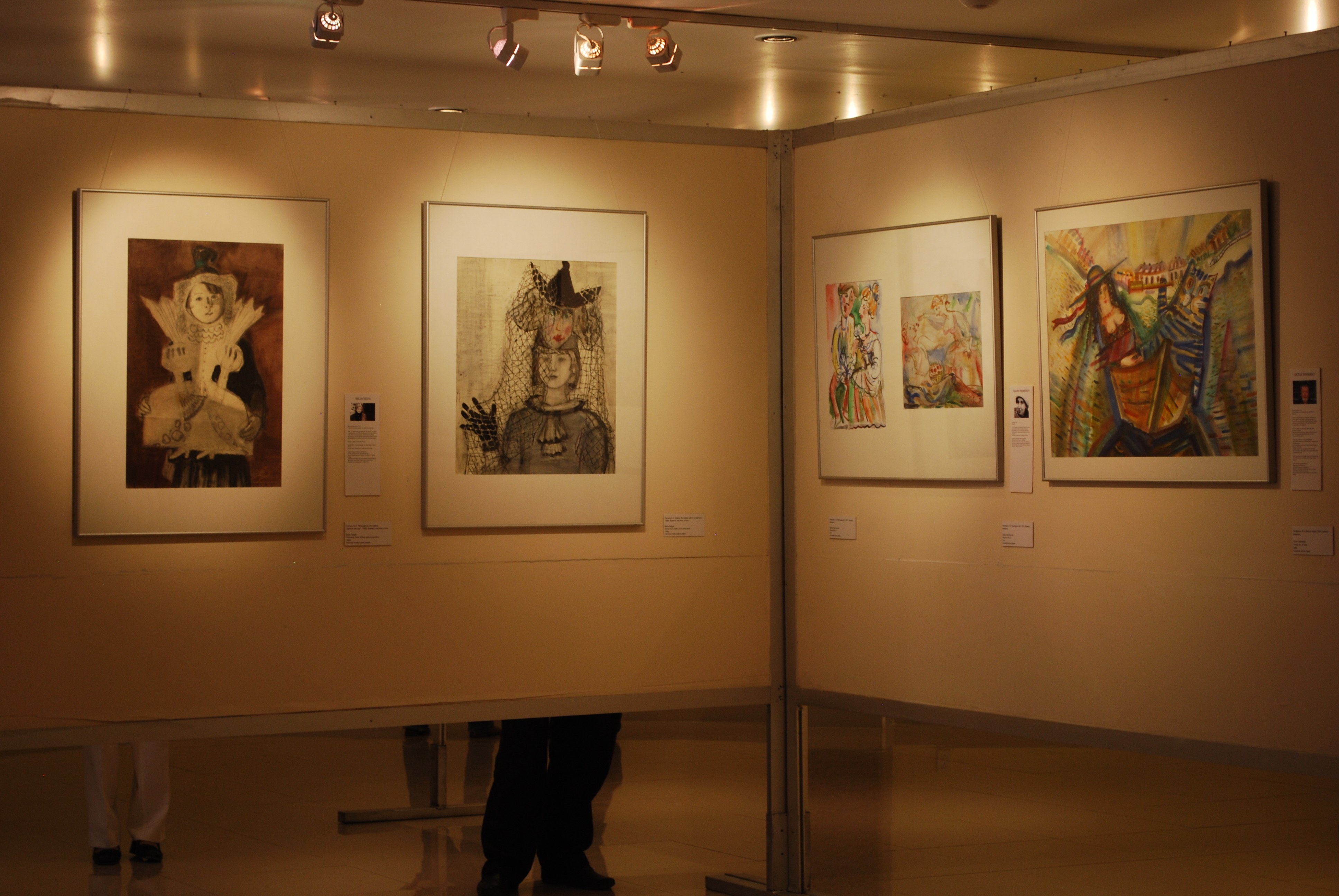
Чергова виставка
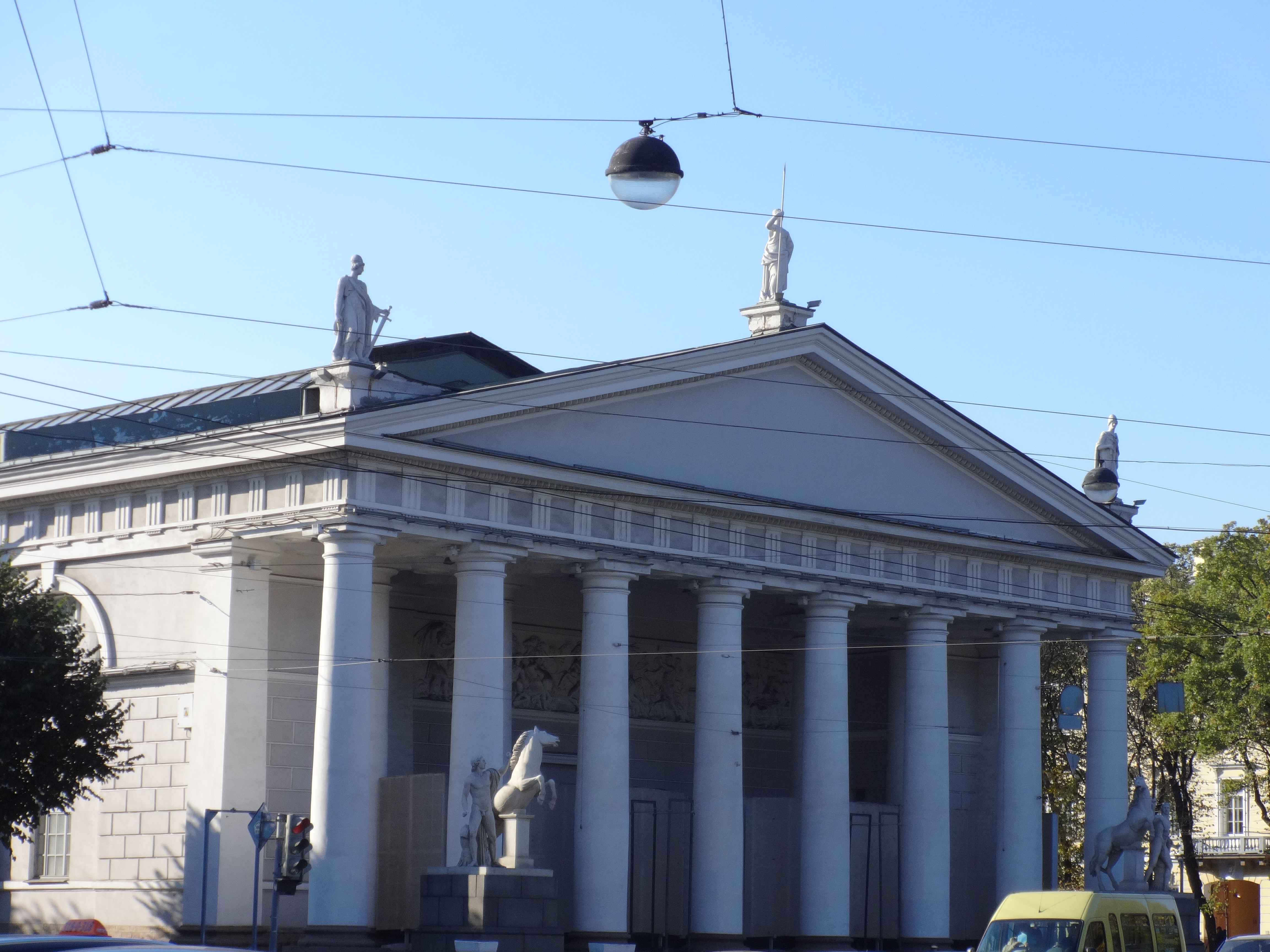
фото 2014 року
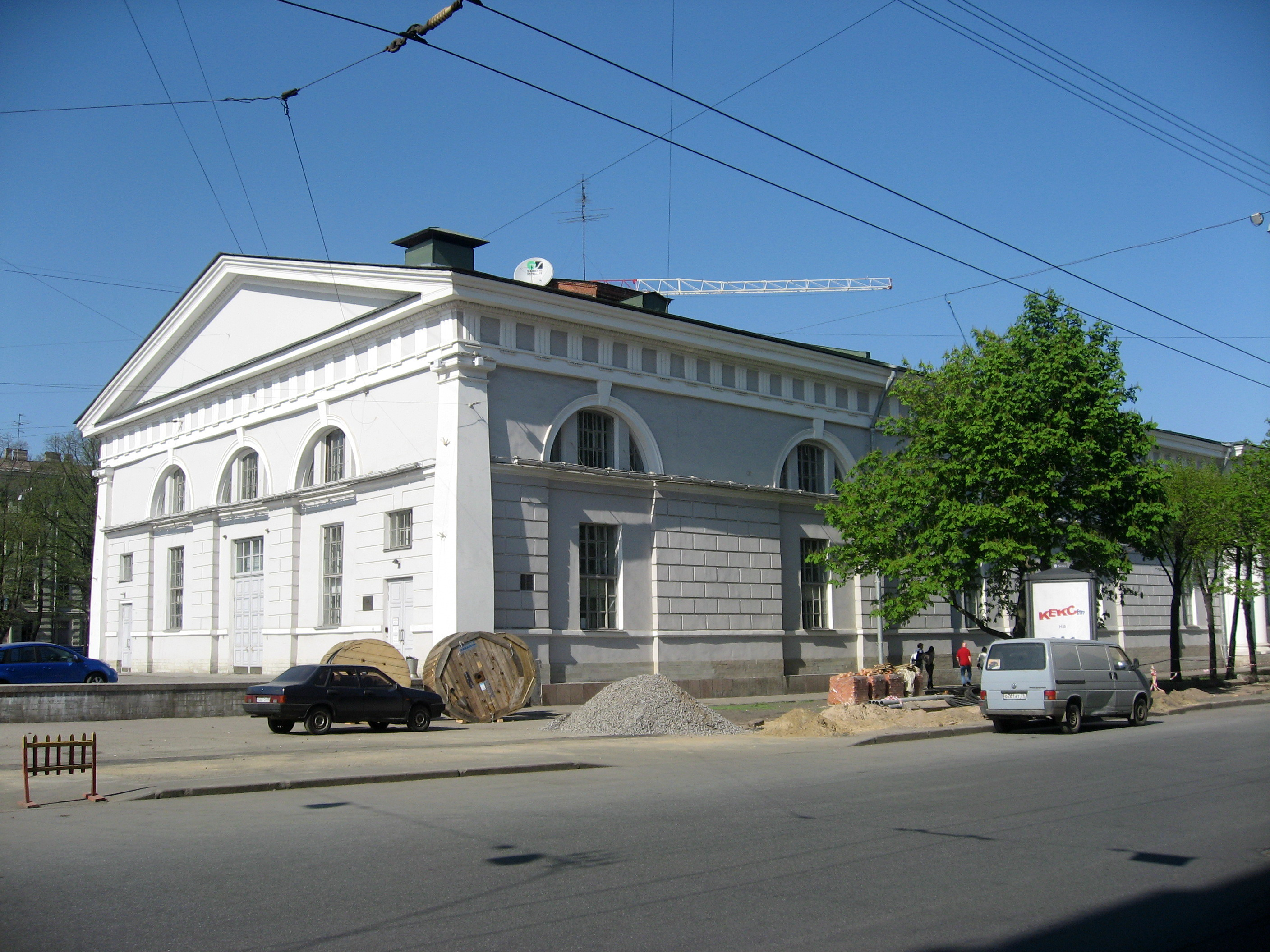
Фасад манежа на Почтамтський провулок

## Виставкова функція історичної споруди
Центральний виставковий зал «Манеж» у Ленінграді за часів СРСР був активно залучений до радянської пропаганди і агітації. Всі виставки до офіційних радянських дат і роковин проводили тут. При цьому кожна виставка до ювілейної радянської дати мала обов'язково показувати переваги радянського уряду і радянського укладу життя перед буржуазним, демонструвати досягнення на шляху побудови комунізму. Серед них —
- Виставка творів ленінградських художників до 60-річчя Радянської влади (1977 р.)
- Виставка молодих художників Ленінграда до 60-річчя ВЛКСМ (1978 р.)
- Мистецтво Радянської Естонії (1979 р.)
- Декорування Ленінграда до Олімпіади — 80 (1979 р.)
- Агітаційно-масове мистецтво перших років після Жовтня 1917
- Мистецтво Радянської Грузії (1980 р.)
- Ми будуємо БАМ
- Мистецтво Радянської України (1982 р.)
- Мистецтво Радянського Казахстану
- Виставка творів ленінградських художників до 110-річчя з дня народжения В. Леніна (1980 р.)
- «Наш сучасник». Виставка творів ленінградських художників до XXVI з'їзду КПРС (1981 р.)
- «КПРС у боротьбі за мир». Виставка плаката до 75-річчя з дня народження Л. І. Брежнєва (1981 р.)

Але явищами художнього життя міста ставали не стільки офіційні виставки до чергових роковин, скільки виставки культурної чи історичної тематики, котрі збирали справжніх поціновувачів мистецтва минулого чи сьогодення. Серед них —
- Нові відкриття радянських реставраторів (1979 р.)
- Мистецтво Фінляндії (1900—1960).
- Російське мистецтво 18-початку 20 ст. з приватних колекцій Ленінграда
- «Забуті шедеври». Виставка «Західноєвропейський живопис 15-18 століть» з музеїв СРСР.
- «Театр. Образи і реліквії» (виставка експонатів з фонду Театрального музею)
- Російське театрально-декораційне мистецтво зі збірок Микити та Ніни Лобанових-Ростовських та інші.

## За часів впровадження капіталізму
За часів розпаду СРСР і нового впровадження капіталізму Центральний виставковий зал «Манеж» втрачав популярність через катастрофічну девальвацію радянських пропагандистських доктрин і зміну державних парадигм. Скрутний фінансовий стан закладу примушував керівництво манежу віддавати виставкові площі під комерційні заходи (продаж хутра та ін.)

## Уславлення чотирьох архітекторів
Серед помітних культурних заходів початку 21 ст., що торкнулися манежу в Санкт-Петербузі — уславлення чотирьох архітекторів. До 300-річчя з дня заснування Санкт-Петербурга власні зусилля поєднали російські і італійські діячі. Італійці виявилися замовниками увічнити пам'ять чотирьох архітекторів (італійців або тих, хто був італійцем за походженням), котрі працювали у Петербурзі у різні часи. Проміжок часу охопив період від бароко і рококо до класицизму і петербурзького ампіру. Чотири архітектори дотримувались різних стилістик, ніколи не працювали разом, але сприяли створенню парадного фасаду російської імперської столиці та її палацово-паркових передмість. Серед обраних постатей — Вартоломей Растреллі, Антоніо Рінальді, Джакомо Кваренгі та Карло Россі (хоча італійців архітекторів, що попрацювали у місті, було набагато більше).
Чотири погруддя архітекторів доручили створити російському скульпторові Горевому Володимиру (1944 р.н.). У єдиний ансамбль ці погруддя поєднали за проектом архітектора В. В. Попова. Монумент на честь чотирьох архітекторів і прикрасив Манежну площу. На жаль, це ще один приклад хибної практики насичення художніми елементами історичного центру міста тоді, коли масова забудова околиць була і залишається спальними районами стандартної архітектури та позбавленою художньо вартісних об'єктів.